# Laimjala
Laimjala es un municipio estonio perteneciente al condado de Saare.
A 1 de enero de 2016 tiene 692 habitantes en una superficie de 116 km².
En la capital municipal Laimjala viven algo más de cien habitantes. El resto de la población se distribuye en las siguientes pequeñas localidades rurales: Aaviku, Asva, Audla, Jõe, Kahtla, Kapra, Kingli, Kõiguste, Käo, Laheküla, Mustla, Mägi-Kurdla, Nõmme, Pahavalla, Paju-Kurdla, Randvere, Rannaküla, Ridala, Ruhve, Saareküla, Saaremetsa, Viltina y Üüvere.
Se sitúa al este de la isla de Saaremaa.